# Bildungsinitiative Ferhat Unvar
Die Bildungsinitiative Ferhat Unvar ist eine gemeinnützige Anlaufstelle für Kinder, Jugendliche, junge Erwachsene und deren Eltern, die im Alltag oder in der Schule mit Rassismus konfrontiert sind. Die Bildungsinitiative leistet Empowerment- und Aufklärungsarbeit gegen Rassismus. Der Sitz der Bildungsinitiative befindet sich in der Innenstadt von Hanau.

## Geschichte

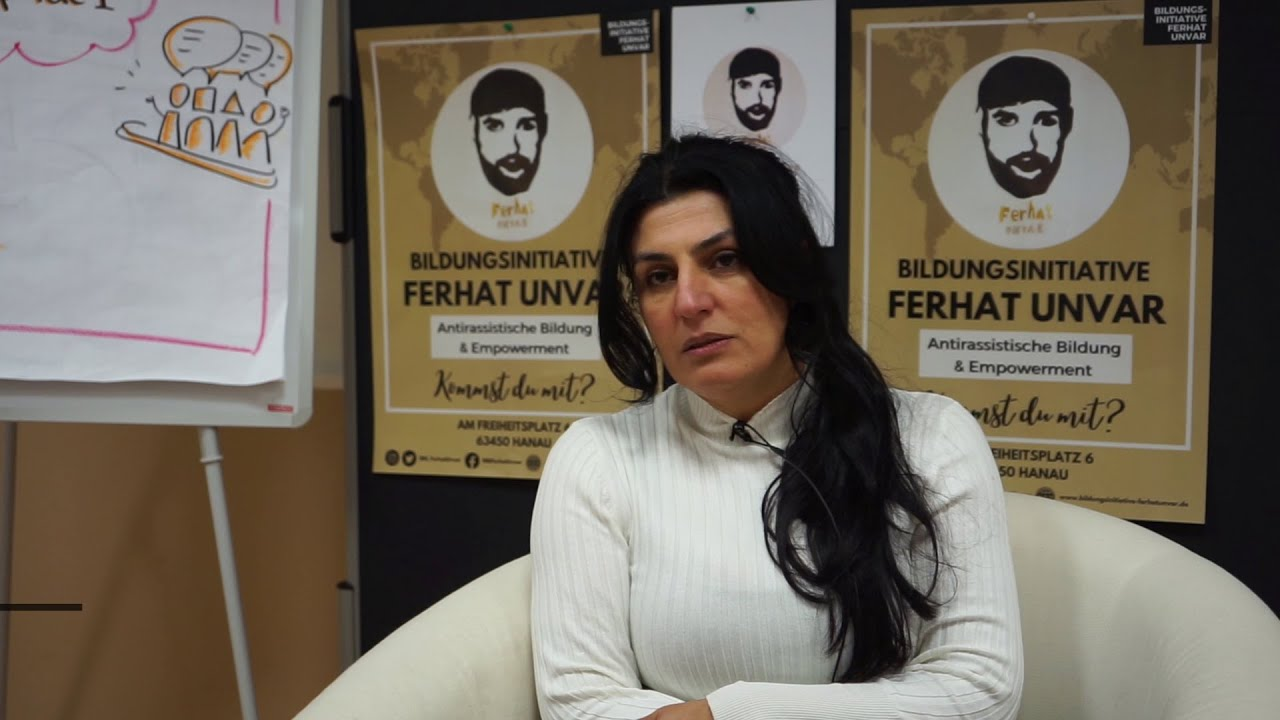
Serpil Temiz Unvar im Interview mit der Rosa-Luxemburg-Stiftung

Die Bildungsinitiative wurde am 14. November 2020 von Serpil Temiz Unvar ins Leben gerufen, der Mutter von Ferhat Unvar. Ferhat Unvar wurde am 19. Februar 2020 bei einem rechtsextrem und rassistisch motivierten Anschlag in Hanau ermordet. Dieser Tag war auch gleichzeitig der letzte Arbeitstag von Serpil Temiz Unvar als Journalistin. Seitdem widmet sie sich der Bildungsinitiative, für deren Gründung sie Ferhat Unvars Geburtstag wählte. Mit der Arbeit der Bildungsinitiative möchte sie das Gedenken an ihren Sohn Ferhat Unvar und seine Visionen aufrechterhalten. Ein weiteres Gründungsmitglied der Initiative ist Ali Yildirim, ein langjähriger Freund von Ferhat Unvar. Zudem engagieren sich noch andere Familienmitglieder und Freunde in der Initiative. Die meisten sind jünger als 30 Jahre und haben sich für ihre Tätigkeit in der Initiative von der Bildungsstätte Anne Frank zu Demokratietrainern ausbilden lassen. 2021 wurde die Initiative mit dem Aachener Friedenspreis ausgezeichnet. Sie sorge dafür, „dass rassistische Morde im Bewusstsein aller bleiben, damit sich das gesellschaftliche Klima verändert und rassistische Ressentiments nie wieder Menschenleben kosten“. Serpil Temiz Unvar wurde im Jahr 2022 als Wahlfrau bei der Wahl des Bundespräsidenten geladen.

## Ziele
Ferhat Unvar hat verschiedene rassistische Erfahrungen in der Schule gemacht. Daher widmet sich die Bildungsinitiative der Sichtbarmachung und Thematisierung von alltäglichem und institutionellem Rassismus an Schulen. Was Jugendliche wie Ferhat Unvar erlebt haben, sollen andere nicht durchmachen müssen, so Serpil Temiz Unvar.

„Ich will Ferhats Kampf weiterführen: Zwischen Schule, Lehrerinnen und Lehrern, Kindern und Eltern Brücken bauen. […] Das ist Lebenskraft für mich! Ich fühle mich nicht alleine. Und ich denke: Ein Teil von Ferhat ist hier. Ferhat lebt.“

Die Bausteine des Angebots der Bildungsinitiative bestehen aus Anti-Rassismus-Workshops an Schulen und Empowerment. Die Demokratietrainer erzählen den Schülern aus der Betroffenenperspektive, was am 19. Februar 2020 geschah, aber auch, was Rassismus als gesamtgesellschaftliches Phänomen bedeutet.

## Auszeichnungen
- 2021: Aachener Friedenspreis[14]